# Jōkamachi no Dandelion
Jōkamachi no Dandelion (城下町のダンデライオン, Jōkamachi no Danderaion, litt. « Pissenlit du Jōkamachi ») est une série de manga comique au format quatre cases écrite et dessinée par Ayumu Kasuga. L'histoire tourne autour de la famille royale des Sakurada, une famille de neuf frères et sœurs possédant des pouvoirs spéciaux qui leur sont uniques. La série est aussi appelée en anglais Castle Town Dandelion (litt. « Pissenlit de la ville-château »).
Lancée dans le magazine de seinen manga Manga Time Kirara Miracle! (ja) de Hōbunsha en juin 2012, la série est transférée dans le magazine Manga Time Kirara (ja) du même éditeur en décembre 2017,. Une adaptation en une série télévisée d'animation par le studio Production IMS est diffusée pour la première fois au Japon entre le 3 juillet et le 18 septembre 2015,.

## Synopsis
La famille Sakurada mène une vie normale dans une maison typique de banlieue japonaise. Au moins c'est ce que leur père, qui est le roi, veut pour eux. En tant que membres de la famille royale, chaque frère et sœur possède un super pouvoir unique et plus de 200 caméras de sécurité ont été placées dans toute la ville pour s'assurer qu'ils ne subissent aucun préjudice. En plus de cela, les neuf frères et sœurs Sakurada ont été désignés comme successeurs potentiels pour devenir le futur souverain, et le seul moyen de le faire est de procéder à une élection.
Cependant, pour la timide Akane Sakurada, qui possède le pouvoir de contrôler la gravité, toute cette attention n'est rien de moins qu'un cauchemar. Avec toutes les caméras surveillant en permanence leurs activités et même les diffusant sur une chaîne de télévision spécialement dédiée à la famille Sakurada, elle sait que si elle deviendrait reine, toutes les caméras devront disparaître.

## Personnages

### La famille Sakurada
Akane Sakurada (櫻田 茜, Sakurada Akane)
Voix japonaise : Kana Hanazawa,
Le personnage principal de la série. Akane est la troisième fille et quatrième enfant de la famille Sakurada. Elle déteste être au centre de l'attention, à cause d'un traumatisme durant son enfance et d'être suivie par des caméras toute la journée, elle vise ainsi à être la reine pour se débarrasser des caméras, même si ironiquement elle attirerait encore plus d'attention sur elle dans le cas où elle réussissait. Elle adore sa famille et ses amis et aime compter sur Shū. Son pouvoir est « Gravity Core », ce qui lui permet de manipuler sa gravité et de toutes les personnes qu'elle touche, tout en lui permettant d'augmenter sa vitesse et sa force. Malgré sa timidité, elle a un sens aigu de la justice et est la déléguée de sa classe. Elle ignore complètement qu'elle a un fan club à l'école. Une fois, Aoi et Kanade voulaient qu'elle devienne une personne plus confiante, alors elle lui donnèrent un alter-ego de super-héroïne nommé « Scarlett Bloom » (スカーレットブルーム, Sukāretto Burūmu), s'appuyant sur un super-héros de télévision fictif, Rose Typhoon. Akane considère cela comme un super déguisement ne sachant pas que les citoyens et les frères et sœurs Sakurada étaient tous conscients de sa véritable identité et ne jouaient que la comédie pour elle.
Aoi Sakurada (櫻田 葵, Sakurada Aoi)
Voix japonaise : Ai Kayano,
L'aînée de la famille Sakurada. Son pouvoir est à l'origine annoncé comme étant « Invisible Work », ce qui lui permet de faire n'importe quoi une fois qu'elle l'aura apprise. Cependant, ce n'est qu'un aspect de sa véritable capacité, « Absolute Order », qui lui permet d'ordonner à qui que ce soit mais elle garde cela secret à tout le monde, à l’exception de son père, car elle a peur de ce pouvoir auquel elle a très peu de contrôle. C’est aussi pour cette raison qu'elle a le sentiment qu'elle ne mérite pas d'être reine, bien qu’elle ait les meilleures chances selon le classement pré-électoral. Dans le manga, sa véritable capacité est révélée sous le nom de « Brave Believer », un pouvoir qui incite les gens à exprimer leurs sentiments et à agir conformément à ce qu'ils veulent mais qui hésitaient à le faire.
Shū Sakurada (櫻田 修, Sakurada Shū)
Voix japonaise : Ryōhei Kimura (ja),
Le deuxième enfant et fils aîné de la famille Sakurada. Il est le jumeau de Kanade. Son pouvoir est « Transporter », ce qui lui permet de le téléporter et tous ceux qu'il touche à un certain endroit. Il a déclaré qu'il était trop occupé à faire en sorte que Kanade ne soit pas choisie comme reine pour faire campagne et essayer de devenir lui-même roi, même s'il connaissait le programme de Kanade. Bien que cela ne soit pas vraiment montrer, Shū aime Hana depuis son enfance, ce qui en fait une raison pour laquelle il préfère les filles avec des couettes. Dans le passé, Shū voulait devenir un joueur de football professionnel mais Kanade l'a blessé accidentellement aux jambes, ce qui l’a empêché dans sa condition actuelle de se consacrer à des sports de haut niveau. Il est le deuxième membre du fan club d'Akane, ce qui lui permet de faire plus attention à elle. Il adore également beaucoup Kanade. Il ressemble beaucoup à son père quand il avait son âge.
Kanade Sakurada (櫻田 奏, Sakurada Kanade)
Voix japonaise : Kaori Ishihara,
La troisième enfant et deuxième fille de la famille Sakurada. Elle est la jumelle de Shū. Son pouvoir est « Heaven's Gate », ce qui lui permet de créer des objets en utilisant des matériaux dans une zone prédéfinie. Pour les matérialiser, elle doit payer le montant nécessaire pour utiliser l'objet demandé, ce qui l'oblige à garder un emploi et à conserver une énorme somme d'argent équivalant l'épargne nationale du pays. Elle est la vice-présidente du conseil des élèves de son école. Parmi ses frères et sœurs, Kanade a le plus fort désir de devenir la reine. C'est parce qu'elle a accidentellement blessé les jambes de Shū dans le passé, le motif de Kanade la poussant à devenir reine est de faire progresser le système médical du pays afin de le guérir et de corriger son erreur du passée. Elle adore énormément Shū.
Misaki Sakurada (櫻田 岬, Sakurada Misaki)
Voix japonaise : Eriko Matsui (ja),
La cinquième enfant et quatrième fille de la famille Sakurada. Elle est la jumelle de Haruka. Son pouvoir est « All for One », ce qui lui permet de se multiplier jusqu'à sept fois, dont chaque clone représente des aspects de sa personnalité et des sept péchés capitaux : Yuniko (ユニコ) (colère), Revi (レヴィ) (envie), Inari (イナリ) (avarice), Bubu (ブブ) (gourmandise), Bell (ベル, Beru) (paresse), Shaura (シャウラ) (luxure) et Raio (ライオ) (orgueil). Puisque chaque copie excelle dans chacun de ses aspects, Misaki est contrariée que cela la rende ennuyeuse en comparaison, car elle n'excelle en rien.
Haruka Sakurada (櫻田 遥, Sakurada Haruka)
Voix japonaise : Ayumu Murase,
Le sixième enfant et fils benjamin de la famille Sakurada. Il est le jumeau de Misaki. Son pouvoir est « Lots of Next », ce qui lui permet de calculer les possibilités d'une situation sans effort. Il a tendance à être le faire-valoir dans les farces de ses frères et sœurs. Haruka est l'un des deux Sakurada (avec Aoi) qui ne s'intéressent pas à l'élection, car il souhaite soutenir Misaki.
Hikari Sakurada (櫻田 光, Sakurada Hikari)
Voix japonaise : Yui Ogura,
La septième enfant et cinquième fille de la famille Sakurada. Son pouvoir est « God Hand », ce qui lui permet d'augmenter ou d'inverser la croissance d'un être vivant pendant 24 heures. Inspirée par la performance de Sacchan, Hikari tente de devenir une idole, sous le nom de Light Sakuraba (桜庭 らいと, Sakuraba Raito), mais trouve qu'il est inutile d'en tirer des voix pour elle car elle n'utilise pas son vrai nom ou son âge en tant qu'idole.
Teru Sakurada (櫻田 輝, Sakurada Teru)
Voix japonaise : Shiori Katsuta (ja),
Le huitième enfant et fils cadet de la famille Sakurada. Son pouvoir est « Limit Over », ce qui lui permet d'augmente sa force physique à un niveau surhumain. Il a tendance à parler à l'ancienne et aime se considérer comme un héros.
Shiori Sakurada (櫻田 栞, Sakurada Shiori)
Voix japonaise : Aina Suzuki,
La neuvième enfant et fille cadette de la famille Sakurada. Son pouvoir est « Soulmate », ce qui lui permet de communiquer avec des animaux et même des objets inanimés. Bien qu’elle soit la plus jeune des neuf enfants, elle est assez réfléchie et consciencieuse.
Sōichirō Sakurada (櫻田 総一郎, Sakurada Sōichirō)
Voix japonaise : Dai Matsumoto (ja), Ryohei Kimura (jeune)
Sōichirō est le père des neuf enfants Sakurada et le roi. Il prend tellement soin de sa famille qu'il engage secrètement une équipe de la SAT chaque fois que ses enfants sont seuls à la maison. Ses parents sont morts quand il était plus jeune et par conséquent il est devenu roi dès sa première année de lycée. Son pouvoir royal lui permet de lire les émotions des gens à travers leur aura.
Satsuki Sakurada (櫻田 五月, Sakurada Satsuki)
Voix japonaise : Satsuki Yukino
Satsuki est la mère des neuf enfants Sakurada et la reine. Son nom de naissance est Satsuki Shinonome (東雲 五月, Shinonome Satsuki) et elle a en fait un an de plus que Sōichirō. Elle vient d'une famille de cinq frères et sœurs et a été la première amie de Sōichirō car elle était la seule personne voulant interagir avec lui même si elle savait qu'il est de descendance royale.
Bortsch (ボルシチ, Borushichi)
Voix japonaise : Shō Hayami
Le chat de la famille Sakurada a été choisi et adopté par Hikari. Borscht aime mâcher des sacs en plastique plutôt que de la nourriture pour chat après avoir prétendu que même le goût d'un plat royal « perdait » au profit d'un sac en plastique. Il aime aussi Akane et dort toujours sur sa poitrine puisque cela lui fait penser à son ancien abri, au grand dam de Hikari, qui se considère elle-même comme sa véritable maîtresse.

### Autres personnages
Hana Satō (佐藤 花, Satō Hana)
Voix japonaise : Yūka Aisaka (ja),
Hana est la camarade de classe de Shū de l'école primaire qui a quitté la ville. Après son retour, elle tombe amoureuse de Shū et lui a avoué ses sentiments. Bien que Shū soit amoureux de Hana depuis leur enfance, il décide de mettre leur relation en attente car il souhaite se concentrer sur les élections. Finalement, les deux forment un couple et Hana aide souvent Shū dans sa campagne électorale.
Karen Ayugase (鮎ケ瀬 花蓮, Ayugase Karen)
Voix japonaise : Saori Hayami
Karen est la camarade de classe et l'amie d'enfance d'Akane, elle l'aide toujours lorsqu'elle est en difficulté.
Fukushina (福品)
Voix japonaise : Satoshi Nakao
Fukushima est le camarade de classe d'Akane et secrètement le président du fan club d'Akane. Il aime le visage d'Akane quand elle est gênée. Bien que son prénom ne soit pas révélé dans le manga original, il s'agit de Hajime (創) dans l'anime.
An Shirogane (白銀 杏, Shirogane An)
Voix japonaise : M·A·O
An est la camarade de classe d'Akane. Dans l'anime, elle n'est apparue que pendant le premier et le dernier épisode et aux côtés de Karen souhaitant que leurs camarades de classe votent pour Akane.
Sachiko Yonezawa (米澤 紗千子, Yonezawa Sachiko)
Voix japonaise : Sachika Misawa (ja)
Surnommée Sacchan (さっちゃん), elle est une idole du label Geinou Productions. Sa carrière a inspiré Hikari en devenant Light Sakuraba, à son grand désarroi. Au départ, elle voit Hikari/Light comme une grande rivale et ne comprend pas les véritables efforts comme une idole, la traitant souvent mal jusqu'à ce qu'elle se soit foulée la cheville lors d'une performance en direct, ce qui lui a permis de prendre conscience de son erreur. Selon Ayumu Kasuga, l'auteur du manga, Sachiko a été intentionnellement conçueet baptisée du nom de l'actrice.

## Productions et supports

### Manga
Jōkamachi no Dandelion (城下町のダンデライオン) est écrite et dessinée par Ayumu Kasuga,. Elle fait une première apparition dans le numéro de juin 2012 du Manga Time Kirara Miracle! (ja), publié le 16 avril 2012,, avant d'être officiellement lancée dans le même magazine à partir du numéro d'août 2012, sorti le 16 juin 2012,. Après la décision d'arrêter la commercialisation du Kirara Miracle! avec son dernier numéro de décembre 2017, paru le 16 octobre 2017, la série est transférée dans le magazine Manga Time Kirara (ja) du même éditeur dans son numéro de janvier 2018, publié le 9 décembre 2017,. Les chapitres sont rassemblés et édités dans le format tankōbon par Hōbunsha avec le premier volume publié le 27 mars 2013 ; la série compte à ce jour cinq volumes tankōbon.

#### Liste des volumes
| no | Japonais        | Japonais          |
| no | Date de sortie  | ISBN              |
| -- | --------------- | ----------------- |
| 1  | 27 mars 2013    | 978-4-8322-4282-1 |
| 2  | 27 juin 2014    | 978-4-8322-4455-9 |
| 3  | 27 août 2015    | 978-4-8322-4606-5 |
| 4  | 27 mai 2017     | 978-4-8322-4817-5 |
| 5  | 25 octobre 2019 | 978-4-8322-7129-6 |

### Anime
Une adaptation en une série télévisée d'animation a été annoncée par Hōbunsha dans le numéro de janvier 2015 du Manga Time Kirara Miracle!, publié le 15 novembre 2015,. Celle-ci est réalisée par Noriaki Akitaya et écrite par Reiko Yoshida au sein du studio d'animation Production IMS avec Shinpei Kobayashi en tant que directeur de l'animation qui est également le character designer,. Elle est diffusée pour la première fois au Japon entre le 3 juillet et le 18 septembre 2015 sur TBS et CBC, et un peu plus tard sur SUN et BS-TBS,. La série est composée de 12 épisodes répartis dans six coffrets Blu-ray/DVD.
La chanson de l'opening, intitulée Ring Ring Rainbow!!, est interprétée par le duo YuiKaori, tandis que celle de l'ending, intitulée Honey♥Come!!, est chantée par Yui Ogura,.

#### Liste des épisodes
| No | Titre français                                                                 | Titre japonais                                       | Titre japonais                                                 | Date de 1re diffusion |
| No | Titre français                                                                 | Kanji                                                | Rōmaji                                                         | Date de 1re diffusion |
| -- | ------------------------------------------------------------------------------ | ---------------------------------------------------- | -------------------------------------------------------------- | --------------------- |
| 1  | Les Neuf frères et sœurs de la famille Sakurada                                | 櫻田さんちの9人きょうだい                            | Sakurada-san-chi no Kyū-nin kyōdai                             | 3 juillet 2015        |
| 2  | La Bonne Image de la grande sœur / L'Amour non partagé de Satō                 | 外面のいい姉 / 佐藤さんの片想い                      | Sotozura no ii ane / Satō-san no kataomoi                      | 10 juillet 2015       |
| 3  | Je veux être populaire / La Première course / Activités d'idole                | 人気者になりたいの / 初めてのおつかい / アイドル活動 | Ninkimono ni naritai no / Hajimete no otsukai / Aidoru katsudō | 17 juillet 2015       |
| 4  | La Jupe de la princesse / Le Mystérieux Président du conseil des élèves        | 王女のスカート / 謎の生徒会長                        | Ōjo no Sukāto / Nazo no seito kaichō                           | 24 juillet 2015       |
| 5  | Vacances d'été / Secret en ligne / Huit Misaki                                 | 夏のバカンス / 隠し事オンライン / 八人岬             | Natsu no Bakansu / Kakushigoto Onrain / Hachi-nin Misaki       | 31 juillet 2015       |
| 6  | L'Élection et moi / Ma grande sœur est sentimentale                            | 選挙とわたし / お姉ちゃんはセンチメンタル            | Senkyo to watashi / Onē-chan wa Senchimentaru                  | 7 août 2015           |
| 7  | L'Inquiétude habituelle du roi / Secret Idol                                   | 王様は心配性 / シークレットアイドル                  | Ōsama wa shinpaishō / Shīkuretto Aidoru                        | 14 août 2015          |
| 8  | Le Tourment de Satō / Le Détour du roi                                         | 佐藤さんが悩んでいる / 王様の寄り道                  | Satō-san ga nayandeiru / Ōsama no yorimichi                    | 21 août 2015          |
| 9  | Scarlet Bloom / L'Anniversaire de la grande sœur                               | スカーレットブルーム / お姉ちゃんの誕生日            | Sukāretto Burūmu / Onē-chan no tanjōbi                         | 28 août 2015          |
| 10 | L'Emplacement de Search☆Light / Le grand frère se montrant comme un frère aîné | さーち☆らいとの行方 / 兄貴面するお兄ちゃん           | Sāchi Raito no yukue / Aniki-zura suru onii-chan               | 4 septembre 2015      |
| 11 | Adieu Scarlet Bloom                                                            | さようならスカーレットブルーム                       | Sayōnara Sukāretto Burūmu                                      | 11 septembre 2015     |
| 12 | Sur qui la couronne va-t-elle briller ?                                        | 王冠は誰に輝く                                       | Ōkan wa dare ni kagayaku                                       | 18 septembre 2015     |

### Annotations
1. ↑  Gravity Core (重力制御, Gurabiti Koa?, litt. « Contrôle de la gravité »)
2. ↑  Invisible Work (完全学習, Inbijiburu Wāku?, litt. « Apprentissage parfait »)
3. ↑  Absolute Order (絶対遵守, Abusoryūto Ōdā?, litt. « Observation absolue »)
4. ↑  Brave Believer (本望鼓舞, Bureibu Birībā?, litt. « Inspiration pour l'espoir »)
5. ↑  Transporter (瞬間移動, Toransupōtā?, litt. « Téléportation »)
6. ↑  Heaven's Gate (物質生成, Hebunzu Gēto?, litt. « Création de matériel »)
7. ↑  All for One (感情分裂, Ōru fō Wan?, litt. « Division émotionnelle »)
8. ↑  Lots of Next (確率予知, Rottsu obu Nekusuto?, litt. « Prédiction de probabilité »)
9. ↑  God Hand (生命操作, Goddo Hando?, litt. « Manipulation de la vie »)
10. ↑  Limit Over (怪力超人, Rimitto Ōbā?, litt. « Force herculéenne de surhomme »)
11. ↑  Soulmate (物体会話, Sōrumeito?, litt. « Conversation d'objet »)

### Sources
1. 1 2 3  (en) Karen Ressler, « Jōkamachi no Dandelion 4-Panel Manga Gets Anime : Ayumu Kasuga's story of 9 super-powered royal siblings under constant video surveillance », sur Anime News Network, 13 novembre 2014 (consulté le 1er novembre 2018)
2. 1 2 3  (ja) « 春日歩「城下町のダンデライオン」アニメ化、特殊能力持つ王族一家を描く », sur natalie.mu,‎ 15 novembre 2014 (consulté le 1er novembre 2018)
3. ↑  (en) Egan Loo, « Funimation Streams Gangsta, New Hetalia, 11 More New Anime : Snow White with the Red Hair, Prison School, Aquarion Logos, Junjō Romantica 3, others », sur Anime News Network, 29 juin 2015 (consulté le 1er novembre 2018)
4. 1 2  (ja) « 春日歩の「城下町のダンデライオン」きららミラクで連載化 », sur natalie.mu,‎ 16 juin 2012 (consulté le 1er novembre 2018)
5. 1 2  (en) Rafael Antonio Pineda, « Manga Time Kirara Miracle Magazine Reveals Destinations for Serialized Manga : Manga magazine ended with December issue on Monday, ongoing series land in sister magazines, website », sur Anime News Network, 16 octobre 2017 (consulté le 1er novembre 2018)
6. 1 2  (ja) « 「城下町のダンデライオン」PV公開、花澤香菜演じる主人公がナレーション », sur natalie.mu,‎ 12 juin 2015 (consulté le 1er novembre 2018)
7. 1 2  (ja) « ON AIR 放送情報 », sur Site officiel (consulté le 1er novembre 2018)
8. 1 2 3 4 5 6 7 8 9 10 11 12 13  (ja) « STAFF & CAST スタッフ&キャスト », sur Site officiel (consulté le 1er novembre 2018)
9. 1 2 3 4 5 6 7 8 9 10  (en) Sarah Nelkin, « Kana Hanazawa, Ai Kayano, Ryohei Kimura Lead Jōkamachi no Dandelion Anime's Cast : Ayumu Murase, Eriko Matsui, Kaori Ishihara, Aina Suzuki, more also star in summer anime », sur Anime News Network, 1er mai 2015 (consulté le 1er novembre 2018)
10. 1 2 3  (en) Mikikazu Komatsu, « Saori Hayami, M.A.O, Sachika Misawa Join "Joukamachi no Dandelion" : Noriaki Akitaya (Bakuman.)-directed series will premiere on July 2 », sur Anime News Network, 17 juin 2015 (consulté le 1er novembre 2018)
11. ↑  (ja) « ミラク4月号に深山フギン＆春日歩登場、読者プレゼントも », sur natalie.mu,‎ 16 février 2012 (consulté le 1er novembre 2018)
12. ↑  (ja) « まんがタイムきららミラク 6月号 (2012年04月16日発売) », sur fujisan.co.jp,‎ 16 avril 2012 (consulté le 1er novembre 2018)
13. ↑  (ja) « まんがタイムきららミラク 8月号 (2012年06月16日発売) », sur fujisan.co.jp,‎ 16 avril 2012 (consulté le 1er novembre 2018)
14. ↑  (ja) « 下着姿の同級生をデッサンしたい…秘密の関係描く「放課後すとりっぷ」連載化 », sur natalie.mu,‎ 10 décembre 2017 (consulté le 1er novembre 2018)
15. ↑  (ja) « 【3月27日付】本日発売の単行本リスト », sur natalie.mu,‎ 27 mars 2013 (consulté le 1er novembre 2018)
16. ↑  (ja) « 【10月25日付】本日発売の単行本リスト », sur natalie.mu,‎ 27 juin 2020 (consulté le 27 juin 2020)
17. ↑  (en) Jennifer Sherman, « Bakuman.'s Noriaki Akitaya to Direct Jōkamachi no Dandelion Anime : Production IMS' TV anime of Ayumu Kasuga's manga to premiere in July », sur Anime News Network, 15 avril 2015 (consulté le 1er novembre 2018)
18. ↑  (ja) « Blu-ray & DVD 映像商品 : Blu-ray＆DVD Vol.6 », sur Site officiel (consulté le 1er novembre 2018)
19. ↑  (ja) « ゆいかおり＆小倉唯「城下町のダンデライオン」テーマ曲担当 », sur natalie.mu,‎ 11 mai 2015 (consulté le 1er novembre 2018)
20. ↑  (ja) « CD情報 : 音楽情報 », sur Site officiel (consulté le 1er novembre 2018)

### Œuvres
Édition japonaise
1. 1 2  (ja) « 城下町のダンデライオン (1) », sur amazon.co.jp, Hōbunsha (consulté le 1er novembre 2018)
2. 1 2  (ja) « 城下町のダンデライオン (2) », sur amazon.co.jp, Hōbunsha (consulté le 1er novembre 2018)
3. 1 2  (ja) « 城下町のダンデライオン (3) », sur amazon.co.jp, Hōbunsha (consulté le 1er novembre 2018)
4. 1 2  (ja) « 城下町のダンデライオン (4) », sur amazon.co.jp, Hōbunsha (consulté le 1er novembre 2018)
5. 1 2  (ja) « 城下町のダンデライオン (5) », sur amazon.co.jp, Hōbunsha (consulté le 27 juin 2020)